# Chameleoni
Chameleoni (Chamaeleoninae) je skupina ještěrů z čeledi chameleonovitých. Zahrnuje 4 rody, kterým všem přísluší české označení chameleon. Zásadní fámou týkající se chameleonů je, že dokáží měnit barvu podle prostředí. To ale není pravda, svou barvu totiž mění podle emocí. Dále se dívají každým okem zvlášť (monokulární vidění) a jejich vymrštitelný jazyk je stejně dlouhý jako jejich tělo. Název pochází z řeckého χαμαι λέων chamai león, „pozemní lev“.

## Historie
Chameleoni se vyvinuli patrně koncem křídy z čeledi Agamidae. Jejich fosilie jsou známé z konce mongolské křídy a z miocénu. Tehdy žili i na území dnešního Česka – jeden z nejstarších miocenních nálezů čelisti chameleona (jednalo se o druh Chameleo caroliquarti) byl učiněn v chebské místní části Dolnice.
O výskutu chameleona ve starověké mytologii (počínaje eposem o Gilgamešovi až po biblické stvoření světa) a o jeho záměně s hadem existuje bohatá odborná literatura.

## Taxonomie
Chameleoni žijí ve více než 150 druzích ve 190 poddruzích (a stále jich přibývá), které se řadí do sedmi rodů:
- Bradypodion
- Calumma
- Chamaeleo
- Furcifer
- Kinyongia
- Nadzikambia
- Trioceros (někdy se uvádí, že rod Chameleo se dále dělí na dva podrody: Chameleo a Trioceros[3])

## Výskyt
Chameleoni žijí v Africe mimo oblasti, kde se nacházejí extrémně suché pouště. Zřídka se mohou vyskytnout i v jižní Evropě (např. Španělsko) a na Blízkém východě. Hlavní výskyt chameleonů je však na Madagaskaru, kde žije nadpoloviční většina všech druhů chameleonů, dále pak také Indii a na Srí Lance. Na Madagaskar se chameleoni dostali pravděpodobně v období neogénu na plovoucích kusech vegetace z východního pobřeží Afriky. V současné době žije v Evropě pouze jediný druh, chameleon obecný, který je rozšířený kolem celého Středozemního moře v jižním Španělsku.
Domovem pro chameleony jsou nejrůznější oblasti: pouště a polopouště, savany, nížinné i horské deštné lesy, alpínské louky až do nadmořských výšek 4500 m. Většina druhů žije na stromech a vysokých keřích, ale některé druhy jsou restrické.

## Vzhled

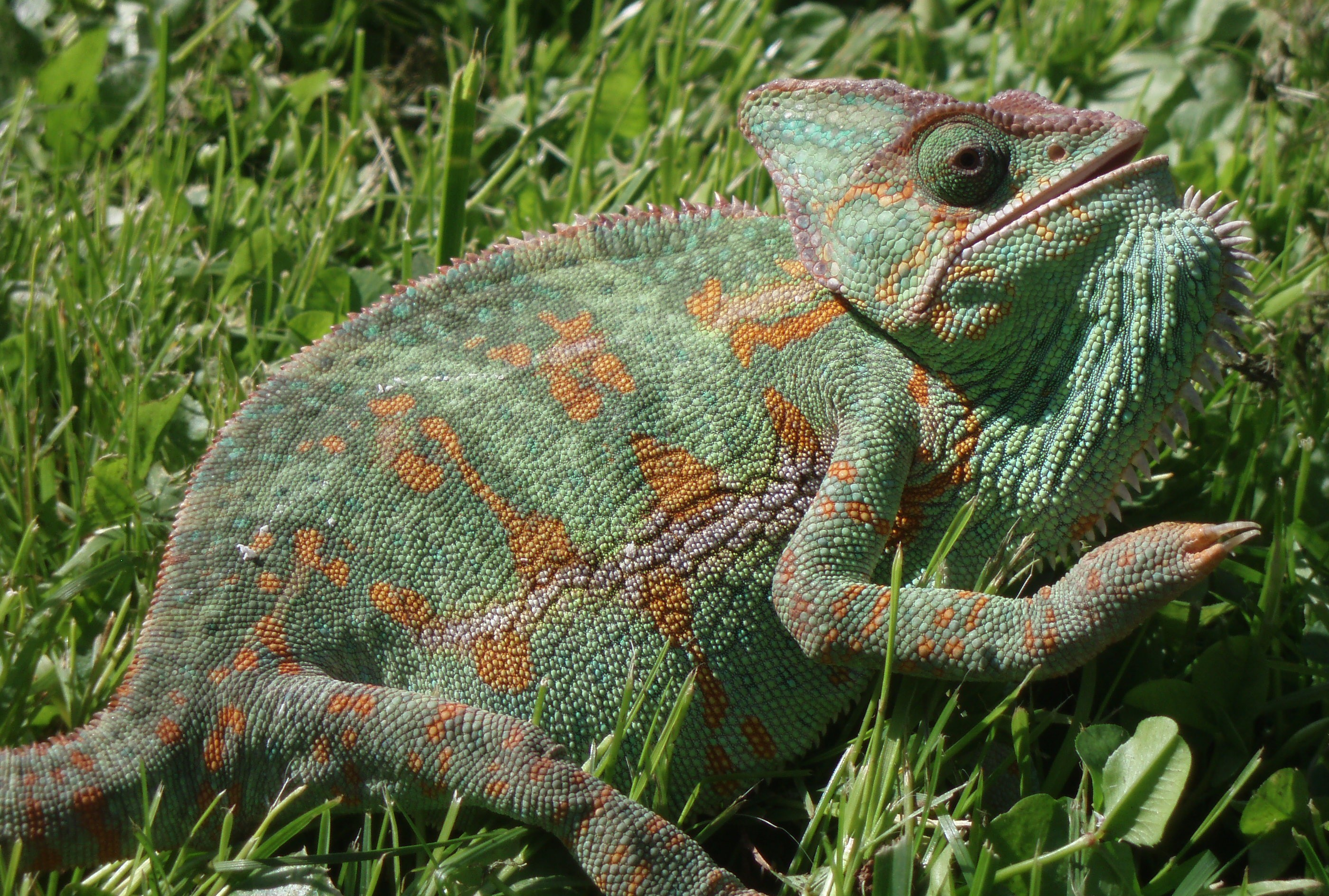
Chameleon

### Oči
Oči chameleona jsou svou stavbou považovány za nejdokonalejší v téměř celé živočišné říši. Oči samotné jsou na bocích hlavy ukryty ve dvojitých víčkách, která jsou tmavě modrá. Oko a víčko jsou srostlé, to spolu se silnými očními svaly způsobuje enormní pohyblivost oka. Chameleon může své okolí sledovat ve velmi širokém rozsahu, vertikálně může otáčet očima o 120° a horizontálně o 190°. Za hřbetem se však nachází mrtvý bod, kam chameleon nedohlédne. Pohybuje každým okem nezávisle na sobě a obrazy se neslučují (nesyntetizují) dohromady v jeden, ale mozek je vyhodnocuje každý zvlášť. Při hledání potravy chameleon kouká každým okem zvlášť a teprve když chce na objekt vystřelit jazykem, zamíří na něj oběma očima. Pro některé druhy není problém vidět potravu vzdálenou až 1000 m. Zajímavá vlastnost oka je, že aniž by chameleon pohnul tělem, dokáže se na daný objekt dívat z několika různých úhlů. Dá se to vysvětlit tak, že vidí dva cvrčky v zákrytu za sebou a malým pohybem oka je najednou vidí z pohledu, kdy cvrčci jsou vedle sebe. K tomuto jevu dochází posunem tzv. uzlového bodu, který leží mimo osu rotace. Ve spánku oko otáčí zřítelnicí dolů; v této poloze mu poskytují ochranu kostěné destičky. Když chameleon objeví potenciální hmyzí kořist, zaměří obě oči stejným směrem a prakticky okamžitě tak dosáhne stejného efektu, jakým disponují oči člověka – tedy stereoskopického (binokulárního) prostorového vidění. Díky němu lépe odhadne vzdálenost a může přesněji „vystřelit“ svůj jazyk.

### Jazyk
Jazyk chameleona je další z jejich nepřehlédnutelných znaků. V klidovém stadiu je dutý a uložený v hltanu a v okamžiku, kdy je spatřena kořist, se naplní tekutinou. Jazyk chameleon vystřeluje na kořist kontrakcí kruhového svalstva v řapíku jazyka a stahy svalu, který spojuje jazylku s hrudním košem. Na jeho konci je rozšířený a nachází se tam sliznice s lepkavým adhézním sekretem zajišťující jeho lepkavost, která pomáhá při uchopení kořisti. Některé africké druhy tuto sliznici nemají, ale je to nahrazeno malým chápavým prstíkem, který též pomáhá uchopit kořist. Proces vystřelení, uchopení kořisti a zpětného zatažení zpět do úst je velice rychlý, proto většina potravy je proti tomuto způsobu lovení úplně bezbranná. Jazyk často přesahuje délku celého těla samotného chameleona, někdy je dokonce dvakrát delší než jeho tělo.

### Ocas
Ocas chameleona je přibližně stejně dlouhý (u některých druhů někdy i delší) jako tělo, u těla kulatého průřezu, pak je průřez elipsovitý, ze stran je stlačen a na vrcholu je zahrocený. Ocas je chápavý a při šplhání slouží jako pátá končetina. Když je ocas utrhnut nebo useknut, není schopen regenerace. Při šplhání po stromech slouží jako dodatečná pátá končetina a v klidu nebo ve spánku je spirálovitě stočený.

### Zabarvení a chování
Zabarvení a chování chameleonů se sebou úzce souvisí. Jednak podle zbarvení těla můžeme poznat, jak se chameleon cítí nebo jakou má náladu, a jednak to slouží i k domluvě mezi samotnými chameleony (např. si zbarvením dávají najevo svou přítomnost, aniž by se museli hýbat) a namlouvání (pomocí zbarvení se zajišťují, že se nespáří s jiným druhem). Samotná změna barvy netrvá dlouho, stačí na to 3 sekundy. Zabarvení nezáleží ale pouze na náladě a prostředí, ale také na stavu, teplotě, intenzitě a spektru osvětlení, denní době, ročním období, atd. Barvy jsou mimořádně pestré, avšak není pravda, že se chameleoni mohou vybarvit do jakékoliv barvy – každý druh má svou omezenou paletu barev. U většiny druhů převládají všechny možné odstíny zelené, hnědé a černé barvy. Některým druhům nedělá problém se vybarvit i do žluté, oranžové, modré a fialové barvy. Změnu barvy pokožky vyvolávají tzv. chromatocyty umístěné ve třech vrstvách v podkožní tkáni – první vrstva je tvořena žlutými a červenými buňkami, druhá vrstva modrými a bílými a třetí vrstva černými buňkami. Tyto buňky mají výběžky, které se rozšiřují nebo mění svoji velikost a přibližují se nebo oddalují od pokožky, která je průhledná, a proto jsou přes ni tyto barevné buňky vidět. Takto jsou pod kůží některých druhů chameleonů vidět dokonce i kosti.
Když je chameleon podrážděný, tak se nafukuje, aby okolí ukázal, že je velký a vybarví se do nejtmavších odstínů zelené, hnědé a černé barvy.
Když chameleon spí, tak jeho tělo je naprosto uvolněné a vybarví se do nejsvětlejšího odstínu zelené barvy, jaké je schopen.
Při vyhřívání se na slunci se zpravidla vybarvuje do hnědých odstínů, jelikož hnědá přijímá daleko lépe teplo než zelená barva.
Při namlouvání se sameček před samičkou „naparuje“ svým krásným zbarvením a vybarvuje se do všech barev, kterých je schopen, aby samičku uchvátil.

### Končetiny
Končetiny jsou uzpůsobeny životu na větvích a keřích takovým způsobem, že mají prsty srostlé v jakési kleštičky. To jim zaručuje pevné obejmutí větvičky a potřebnou stabilitu těla při lovu. Na noze mají srostlé vždy tři prsty a dva prsty až po předposlední článek. Na předních končetinách jsou na vnější straně dva prsty a na vnitřní straně tři. Na zadních nohou je to naopak. To umožňuje chameleonovi stejné rozložení sil při uchycení se. Končetiny jsou celkově dlouhé, štíhlé, ale silné, a enormně pohyblivé v ramenním a kyčelním kloubu – to jim také pomáhá při pohybu ve větvích stromů.

### Namlouvání
Při namlouvání se chameleon chová jako ke každému jinému chameleonovi, kterého potká – odstrašuje ho. Když po nějaké době zjistí, že se jedná o samičku, změní svoje chování o sto procent. Začne se vybarvovat a ukazovat svoji krásnou kresbu a trhavými pohyby se pomalu přibližuje k samičce. U druhu Chameleo Jacksonii toto namlouvání bývá doplněno koulením očí. Když se samička nevybarví do tmavých barev, čímž dává najevo neschopnost se pářit nebo nezájem, tak ji sameček skoro celý den všude doprovází, přičemž se sem tam pokusí o kopulaci. Kopulace samotná trvá tak 10 – 30 min a po skončení se prudce zvedá samiččina agresivita, což vede k rychlému vzdálení samečka.
Samice jsou živorodé.

## Druhy
- Chameleon jemenský
- Chameleon pardálí
- Chameleon obecný
- Chameleon Jacksonův
- Chameleon límcový
- Chameleon kobercový
- Chameleon pestrobarevný

## Chov v zoo
Chameleoni jsou také chováni v lidské péči včetně zoo. Nejčastěji se setkáme s chameleony jemenskými.
Největší kolekci chameleonů ve světových zoo chová a vystavuje český Zoopark Zájezd, ležící mezi Prahou a Slaným. Některé z druhů nejsou k vidění v žádné jiné další evropské zoo. Řadu z nich se podařilo rozmnožit.

### Chov v Zooparku Zájezd
Seznam druhů chameleonů chovaných v Zooparku Zájezd ke konci roku 2020:
- Chameleon deremenský (Trioceros deremensis) – chován jen ve čtyřech evropských zoo[11]
- Chameleon Elliotův (Trioceros ellioti) – v evropských zoo chován dále jen v Petrohradu[12]
- Chameleon jemenský (Chamaeleo calyptratus)
- Chameleon kobercový (Furcifer lateralis) – úspěšné odchovy např. 2021[13]; v evropských zoo chován dále jen v Petrohradu[14]
- Chameleon krátkorohý (Calumma brevicornis) – chován od 2017, odchov 2018[15]; v evropských zoo chován dále jen v Petrohradu[16]
- Chameleon límcový (Chamaeleo dilepis) – odchov 2020[10], 2021[13]; v evropských zoo chován pouze v Zájezdu[17]
- Chameleon obrovský (Furcifer oustaleti) – chován v šesti evropských zoo[18]
- Chameleon pardálí (Furcifer pardalis) – úspěšné odchovy, i 2022[19]
- Chameleon přilbový (Chamaeleo hoehneli) – v evropských zoo chován dále jen v Petrohradu[20]
- Chameleon třírohý (Chamaeleo jacksonii)
- Chameleon západousambarský (Kinyongia multituberculata) – v evropských zoo chován pouze v Zájezdu[21]

Další druhy byly v této zoo chovány v minulosti. Kromě chameleonů, kteří mají toto označení i v českém názvu, chová zoopark taky několik druhů tzv. nepravých chameleonů – brokesií.